# Massakren på Columbine High School
Columbine-massakren var en skolemassakre, der fandt sted tirsdag den 20. april 1999 på Columbine High School i Jefferson County i den amerikanske delstat Colorado. To elever fra skolen, Eric Harris og Dylan Klebold, skød og dræbte tolv andre elever og en lærer, mens yderligere 24 blev skadet. Skyderiet startede ved frokosttid mens de fleste af eleverne opholdt sig i skolens kantine. Alligevel blev ingen dræbt i kantinen, da det lykkedes de fleste at slippe væk, da aktionerne startede uden for skolen. Harris og Klebold havde 10 minutter før skyderiet begyndte, placeret to propanbomber i kantinen; de skulle gå af 11.17, da kantinen ville være fyldt. Harris og Klebold ville så stå ved udgangene og skyde dem, der flygtede fra bomberne. Bomberne gik ikke af, og Harris og Klebold valgte derfor at gå ind på skolen og skyde. De fleste af ofrene blev dræbt i skolens bibliotek. Umiddelbart efter drabene, begik både Harris og Klebold selvmord i skolens bibliotek.
Datoen skydningen blev udført på har ført til mange forskellige teorier, blandt andet er det Adolf Hitlers fødselsdag og det er dagen efter såvel årsdagen for Waco-massakren og Oklahoma City-bombningen.

## Dødsofre
- Cassie Rene Bernall, født 6. november 1981
- Steven Robert Curnow, født 28. august 1984
- Corey Tyler DePooter, født 3. marts 1982
- Kelly Ann Fleming, født 6. januar 1983
- Matthew Joseph Kechter, født 19. februar 1983
- Daniel Conner Mauser, født 25. juni 1983
- Daniel Lee Rohrbough, født 2. marts 1984
- Rachel Joy Scott, født 5. august 1981
- Isaiah Eamon Shoels, født 4. august 1980
- John Robert Tomlin, født 1. september 1982
- Lauren Dawn Townsend, født 17. januar 1981
- Kyle Albert Velasquez, født 5. maj 1982
- David "Dave" William Sanders (lærer), født 22. oktober 1951